# 京極高永
京極 高永（きょうごく たかなが）は、但馬国豊岡藩の第5代藩主。豊岡藩京極家7代。

## 生涯
享保5年（1720年）4月23日、第3代藩主・京極高栄の次男として豊岡で生まれる。兄の高寛が復姓して家督を継いだため、別家の黒田家を継いだ。しかし享保11年（1726年）に高寛は早世し、豊岡藩は一時的に改易された。このとき、隠居で祖父の高住の尽力もあって、弟の高永が3万3000石から1万5000石に減知された上で家督を継ぐことを許された。
減封に伴って藩士を大幅に除籍し、残った藩士の禄も削減した。また、享保12年（1727年）には、江戸藩邸が全焼する不幸にも見舞われた。高永は藩政を立て直すべく、勝手方に倉持左膳を起用し藩政改革に当たらせたが、倉持の政策に反対した筆頭家老の石束毎雅が藩を去るという事件も起きた。このような失政続きで、宝暦7年（1757年）には強訴も起こっている。
享保20年（1735年）12月、従五位下、甲斐守に叙任する。細川興文や松平定賢らとも夫人と共に交流を持ち、文化的に交遊している。宝暦10年（1760年）8月12日、豊岡で死去した。享年41。
跡を長男の高品が継いだ。

## 系譜
- 父：京極高栄（1690-1721）
- 母：中村氏
- 正室：なを - 梅寿院、細川興生の娘
- 側室：馬場氏
  - 長男：京極高品（1741-1792）
- 生母不明の子女
  - 三男：坂部成寿
  - 四男：京極永武
  - 五男：京極高大
  - 女子：石川総武正室
- 養子
  - 女子：大沢基季後室